# Epilampra taira
Epilampra taira är en kackerlacksart som beskrevs av Morgan Hebard 1926. Epilampra taira ingår i släktet Epilampra och familjen jättekackerlackor. Inga underarter finns listade i Catalogue of Life.